# Le Souffle au cœur
Le Souffle au cœur is een Franse dramafilm uit 1971 onder regie van Louis Malle.

## Verhaal
De 15-jarige Laurent is de zoon van Charles en Clara Chevalier, die in de jaren 50 opgroeit in de Franse stad Dijon. Hij is een heel verstandige en fijnzinnige jongen, maar hij heeft een zwakke gezondheid en hij wordt naar een kuuroord gestuurd in Morvan. Zijn moeder gaat met hem mee. Er ontstaat een hechte, zelfs incestueuze band tussen moeder en zoon.

## Rolverdeling
| Acteur                 | Personage         |
| ---------------------- | ----------------- |
| Lea Massari            | Clara Chevalier   |
| Benoît Ferreux         | Laurent Chevalier |
| Daniel Gélin           | Charles Chevalier |
| Michael Lonsdale       | Vader Henri       |
| Ave Ninchi             | Augusta           |
| Fabien Ferreux         | Thomas Chevalier  |
| Marc Winocourt         | Marc Chevalier    |
| Gila von Weitershausen | Freda             |